# Сурья Намаскар

Последовательность асан

Су́рья намаска́р (санскр. सूर्य नमस्कार, IAST: Sūrya namaskāra «приветствие Солнцу») — Приветствие Солнцу, Здравствуй Солнце! — комплекс асан, в том числе с дополнительными плавными переходами между ними (в Аштанга-виньяса-йоге).
В религиозных традициях практика несёт смысл ритуального поклонения солнцу. Согласно некоторым школам йоги, практика комплекса «Сурья-намаскар» пробуждает солнечные стороны человека для развития «солнечных качеств личности».
«Сурья-намаскара» — один из наиболее употребляемых комплексов в йоге. Комплекс — аэробный элемент при занятиях хатха-йогой, при его выполнении используется 34 % максимального кислородного резерва. Один из способов развития телесной гибкости при регулярной практике.
К физической части практики относится последовательное выполнение 12 связанных между собой асан. Каждая асана сопровождается или выдохом, или вдохом (только на 6-й асане дыхание задерживается). Полный комплекс Сурья-намаскара насчитывает 12 асан, то есть по 6 асан в каждой половине, которые различаются лишь положением первой выдвигаемой ноги. В разных школах последовательность, дыхание, смену ног трактуют по-разному.
Существует комплекс приветствие луне — «Чандра-намаскара».

## Происхождение
Само словосочетание «Сурья-намаскара» могло упоминаться и в древних источниках, но означало оно в те времена набор действий по приветствию божества, религиозный обряд, а не процесс физического развития практика.
Комплекс имеет возраст не ранее XX века. Комплексы, связанные с физическими упражнениями, начинают упоминаться позднее в трудах Свами Шивананды, в «10 пунктах на пути к здоровью» Шримад Баласахиба раджи Аунтхи (издана на Хинди в 1928 г.),
в «Йога-макаранде» 1934 г. Шри Тирумалай Кришнамачарьи. Неизвестно, узнал Криншнамачарья комплекс от своих предшественников или разработал сам. Исследователь Норман Сьёман упоминает более ранний текст — «Вьяяма-дипика», 1896 (Vyayama Dipika, Elements of Gimnastic Exercises, Indian System by S. Bharadwaj, или «Прояснение физических упражнений»), с похожим набором упражнений для индийских борцов, но без названия, связанного с поклонением солнцу.

## Последовательность асан
В разных школах возможна разная последовательность асан и количество вдохов-выдохов во время выполнения.
Вначале осваивается выполнение комплекса касаемо только позиций, впоследствии выполняется в синхронизации дыхания с движением.
| №  | Название асаны               | Альтернативное название асаны          | Описание асаны | Дыхание             | Изображение |
| -- | ---------------------------- | -------------------------------------- | --- | ------------------- | ----------- |
| 1  | Пранамасана                  | молитвенная поза                       | Прямая спина, ступни вместе, руки соединены перед грудью                                                                      | Полные вдох и выдох |             |
| 2  | Хаста Уттанасана             | поза с поднятыми руками                | Руки поднимая над головой, подняться на носочки, ладони повернуты вперед                                                      | со вдохом           |             |
| 3  | Падахастасана                | поза аиста                             | Опустить ноги на стопы. Опустить руки на пол перед ступнями или на ступнях                                                    | с выдохом           |             |
| 4  | Ашва Санчаланасана           | поза наездника                         | Левую ногу (женщинам) отодвинуть назад, правую согнуть в колене, ладони касаются пола, локти прямые                           | со вдохом           |             |
| 5  | Парватасана                  | поза планки или поза горы              | Правую ногу отодвинуть к левой, выпрямиться в пояснице                                                                        | с выдохом           |             |
| 6  | Промежуточная поза, Баласана | поза ребёнка                           | Из парватасаны опустить ягодицы на пятки                                                                                      | со вдохом           |             |
| 7  | Аштанга Намаскара            | поза поклонения восьми точками         | Проскользить из баласаны, положив на пол восемь точек: подбородок, грудь, обе ладони, оба колена и пальцы обеих ступней       | с выдохом           |             |
| 8  | Урдхва Мукха Шванасана       | поза собаки мордой вверх               | Выпрямить руки из аштанга намаскар, не меняя положение ладоней и ступней. Выгнуть заднюю поверхность тела от пяток до макушки | со вдохом           |             |
| 9  | Адхо Мукха Шванасана         | поза собаки мордой вниз или поза кошки | Поднять таз, притягивая живот к бёдрам                                                                                        | с выдохом           |             |
| 10 | Ашва Санчаланасана           | поза всадника                          | Повторение четвёртой позы с упором на другую ногу                                                                             | со вдохом           |             |
| 11 | Падахастасана                | «наклон с опусканием рук к ногам»      | Повторение третьей позы | с выдохом           |             |
| 12 | Урдхва Хастасана             | «поза с поднятыми руками и прогибом»   | Аналогична второй позе | с вдохом            |             |
| 13 | Пранамасана                  | «поза молящегося»                      | Аналогична первой | вдох выдох          |             |

После выполнения Хаста Уттанасаны с выдохом вернуться в Пранаманасану и повторить весь набор асан, начиная с другой ноги. В различных школах йоги разная последовательность асан, в некоторых 12-я поза перетекает в первую в новом круге.
То есть если в описанной выше схеме четвёртой асаной была Ашва Санчаланасана с правой ногой, вытянутой назад, то теперь эта асана выполняется с шагом назад левой ногой.
Этот комплекс желательно проводить на восходе Солнца (желательно стоя лицом к Солнцу), так как считается, что оно будет придавать энергию.
Есть также вариант, где описанные асаны составляют половину круга, где во второй половине из 12 кругов в позах 4 и 9 меняется нога. Важно выполнять упражнения на пустой желудок, по истечении 3-4 часов после еды. Также Сурья-намаскара можно проводить перед ужином, так как она благоприятно воздействует на пищеварение.
Негибкость, недостаток координации и тенденция к напряжению могут быть устранены медленным выполнением упражнения с вниманием к принимаемому положению и расслаблением в каждой позиции.
Сурья и Чандра намаскар как динамический комплекс йоги можно также делать с задержкой дыхания — это ускоряет эффект. Отличие динамического комплекса от обычного — выход с асаны одновременно является и входом в другую асану и исполняется на цельном вдохе и выдохе. Принцип согласования асаны с дыханием такой же, что и в статических позах. Современен, йог может выполнить весь комплекс на едином дыхании полностью раскрывая соответствующие энергетические каналы.

## Мантры
В дальнейшем, при повышении концентрации, возможен перевод внимания на чакры и произнесение мантр во время выполнения комплекса. Каждая мантра соответствует определённому знаку зодиака.
| №  | Мантра                     | Перевод                                     | Биджа-мантра |
| -- | -------------------------- | ------------------------------------------- | ------------ |
| 1  | Ом митраайа намаха         | приветствие другу                           | ОМ ХРАМ      |
| 2  | Ом равайе намаха           | приветствие ревущему                        | ОМ ХРИМ      |
| 3  | Ом суурьяайа намаха        | приветствие тому, кто индуцирует активность | ОМ ХРУМ      |
| 4  | Ом бхаанаве намаха         | приветствие тому, кто светит                | ОМ ХРАЙМ     |
| 5  | Ом кхагаайа намаха         | приветствие тому, кто наделяет              | ОМ ХРАУМ     |
| 6  | Ом пушне намахаа           | приветствие питающему                       | ОМ ХРАХА     |
| 7  | Ом хиранйагарбхаайа намаха | приветствие золотому зародышу               | ОМ ХРАМ      |
| 8  | Ом мариичайе намаха        | приветствие лучам                           | ОМ ХРИМ      |
| 9  | Ом аадитьяайа намаха       | приветствие принадлежащему бесконечности    | ОМ ХРУМ      |
| 10 | Ом саавитре намаха         | приветствие создающему                      | ОМ ХРАЙМ     |
| 11 | Ом аркаайа намаха          | приветствие тому, кто вызывает уважение     | ОМ ХРАУМ     |
| 12 | Ом бхааскараайа намаха     | приветствие тому, кто создает просвящение   | ОМ ХРАХА     |

## Противопоказания
Ограничений, касающихся возраста, нет, но пожилые люди должны избегать сверхнагрузок.
Рекомендуется не практиковать комплекс:
- при повышенном кровяном давлении, коронарной артериальной недостаточности,
- тем, у кого был паралич,
- при грыже или кишечном туберкулёзе,
- после 12-й недели беременности,
- в течение 40 дней после родов.

При проблемах с позвоночником в некоторых случаях выполнение возможно с разрешения врача.
Полный список противопоказаний к выполнению комплекса такой же, как и к список противопоказаний к занятиям йогой.
В любом случае даже у здорового человека выполнение комплекса не должно становиться источником напряжений.